# Weerenbrug
De Weerenbrug is een civiel kunstwerk in Haarlemmermeer. De ophaalbrug ligt over de Ringvaart van de Haarlemmermeerpolder, in het verlengde van de Weerenweg in Zwanenburg.

## Context

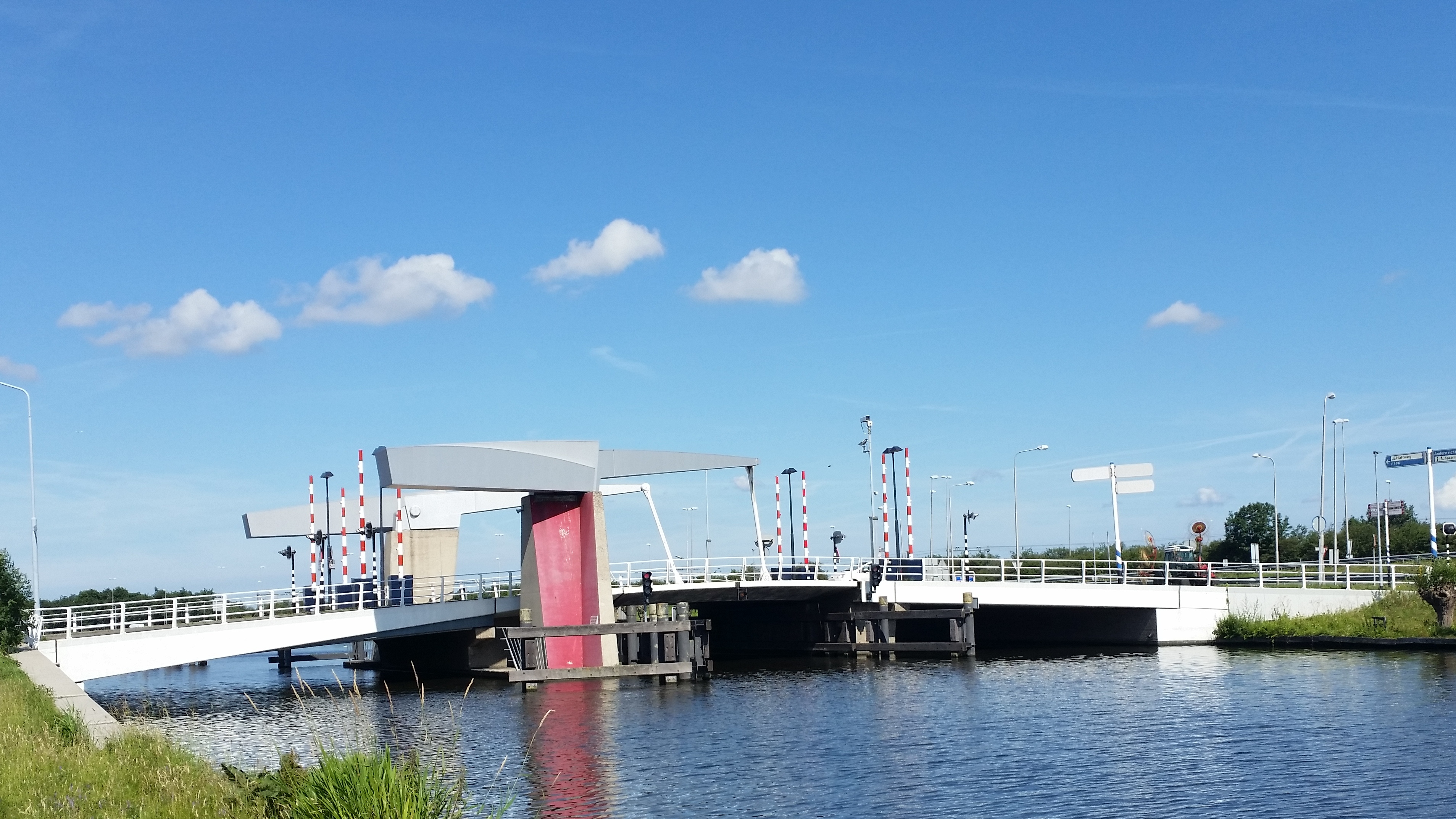
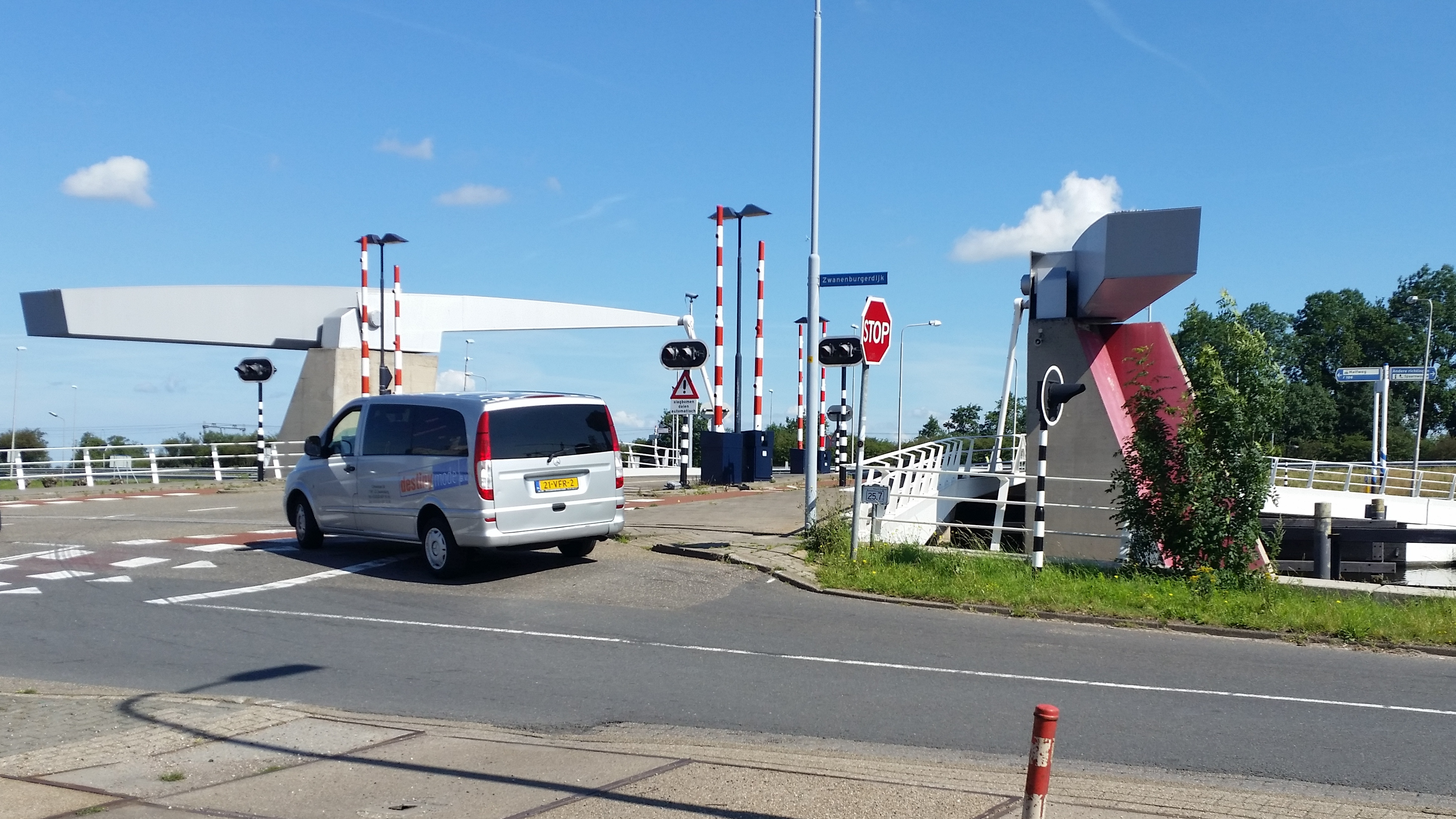
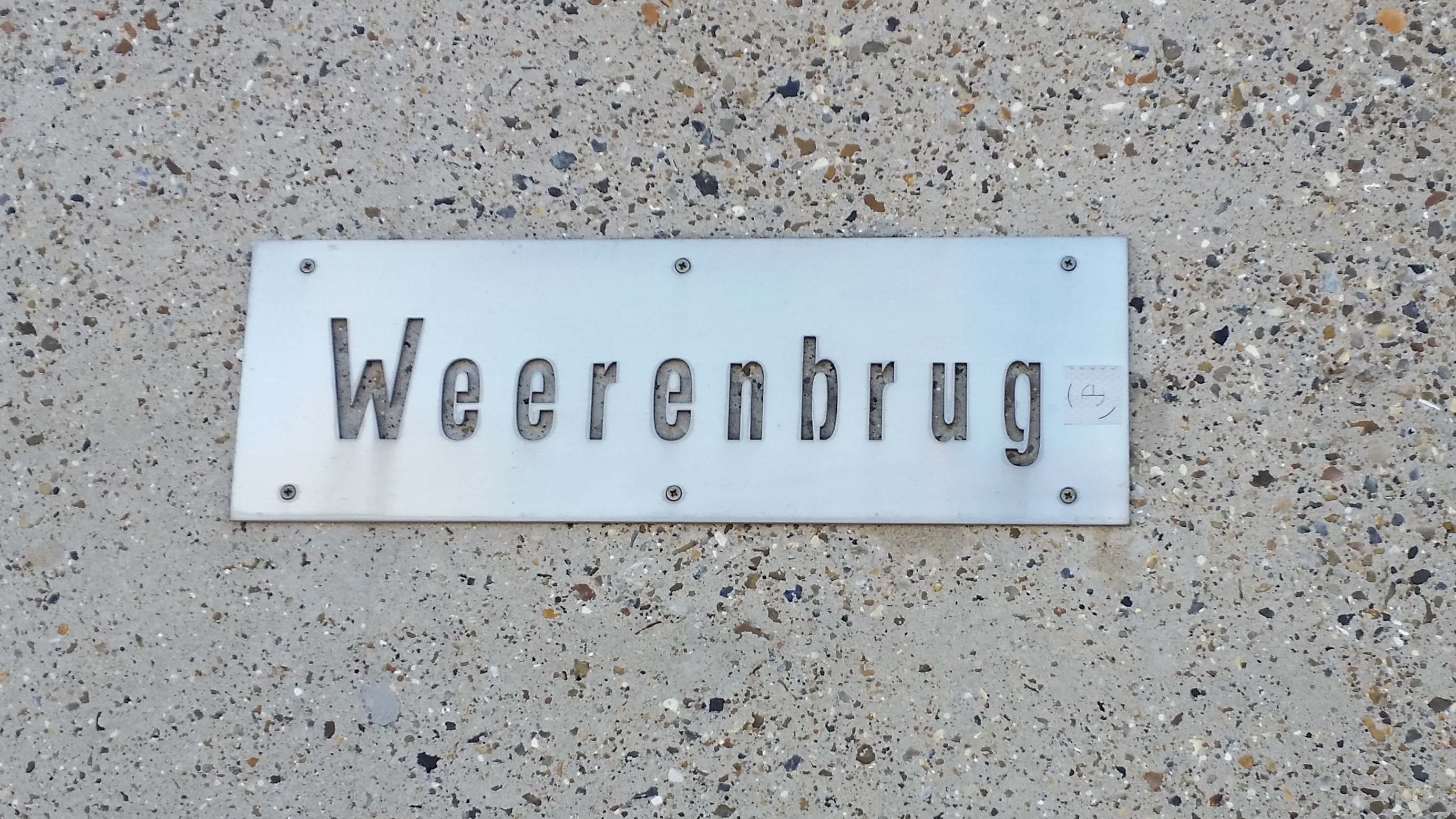
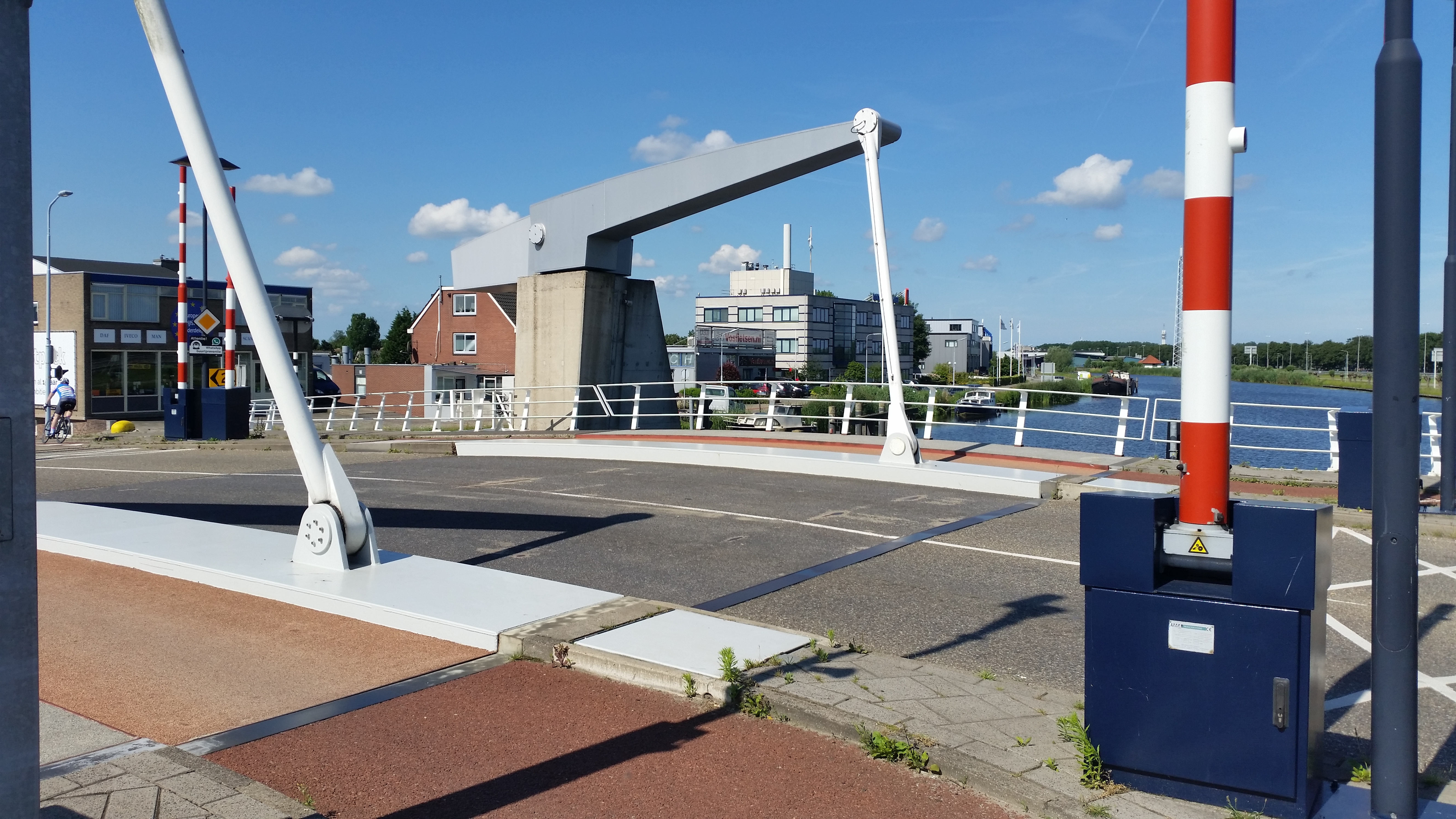

De gemeente Haarlemmermeer liet de brug bouwen binnen wat later het "Ontwikkelingskader Zwanenburg" is genoemd. Een tweede brug over de Ringvaart, naast de Zwanenburg-brug, werd eind jaren 1980 voorgesteld als deeloplossing voor het mobiliteitsvraagstuk in de Haarlemmermeer, nadat het idee eind jaren 1970 ook al was gepresenteerd. In 1992 ontwikkelde de gemeente een plan voor een brug in het verlengde van de Domineeslaan (waar sinds 2013 voor fietsers en voetgangers de Bietenbrug ligt), maar de financiering was een probleem en realisatie werd niet voor het jaar 2010 verwacht. In augustus 1997 stelde de gemeenteraad echter het geld beschikbaar voor een brug zo'n vijfhonderd meter westelijker, als deel van een toenmalige recordinvestering in infrastructuur van meer dan 100 miljoen gulden. Nog dat najaar werd begonnen met de bouw van de brug, waarvan de oplevering medio april 1998 werd verwacht, waarna verdere aansluiting op de bestaande infrastructuur plaats zou kunnen vinden. Na tegenslagen werd de brug op 16 december 1998 in gebruik genomen.
Het ontwerp van de brug werd geleverd door Kerste-Meijer architecten, voor de constructie tekende Ingenieurs Bureau Amsterdam.

## Uiterlijk
De ophaalbrug heeft hameistijlen die relatief ver van de landhoofden naast het brugdek in het water staan en balanspriemen die niet evenwijdig lopen aan de rijrichting maar naar binnen wijzen. De ophaalstangen eindigen tussen de scheidingen van de rijdekken voor langzaam en snel verkeer. De brug heeft voorts twee vaste aanbruggen. Brug en hameistijlen worden beschermd door remmingwerk.

## Verkeersverbinding
De Weerenbrug verbindt de Weerenweg en de Zwanenburgerdijk in Zwanenburg, met rijksweg 200 (Haarlemmerweg / Haarlemmerstraatweg). De brug geeft toegang vanuit het Zwanenburgse bedrijventerrein De Weeren en vormt zo de verbinding naar Amsterdam, Haarlem, Noord-Holland en het Havengebied.
Voordat de brug werd opgeleverd moest het verkeer van en naar het bedrijventerrein door het dorp Zwanenburg, over de Zwanenburg-brug en door de dorpskern Halfweg om naar die rijksweg te rijden. Files en milieuvervuiling waren het gevolg. Bovendien bleek de Zwanenburg-brug al dat vele zware verkeer niet (meer) aan te kunnen. Het voorgestelde effect van ontlasting van zwaar verkeer bleek evenwel minder dan gedacht: zwaar vervoer bleef veelvuldig gebruik maken van de Zwanenburg-brug. Nadat op de toevoerweg naar de Zwanenburg-brug, de Dennenlaan, maatregelen waren getroffen, werd het aandeel zwaar verkeer op die route wel aanzienlijk minder.
De Weerenbrug wordt op afstand bediend.